# Hinterhof (Comic)
Hinterhof ist eine Comicreportage nach den Texten von Anna Rakhmanko; die Zeichnungen fertigte ihr Ehemann Mikkel Sommer an. Im Mittelpunkt steht Dasa Hink, die ihr bürgerliches Leben aufgegeben hat, um in Berlin als Domina zu arbeiten. Der Comic erschien 2022 bei Cobolt in Dänemark; im selben Jahr brachte der avant-verlag eine deutsche Ausgabe heraus. 

## Inhalt
Dasa Hink führte in den Niederlanden zehn Jahre vor der Comicreportage ein konservatives Leben. Sie hatte einen Lebensgefährten, ging einer geregelten Arbeit nach und träumte von einer Zukunft mit Kindern und Eigenheim auf dem Land. Aber das alles reichte der künstlerisch veranlagten Frau nicht („ihr Hund träumte von etwas anderem“). Sie trennte sich von ihrem Freund und zog nach Berlin, wo sie als Filmemacherin, Künstlerin, Musikerin und Sexarbeiterin tätig ist. In der Großstadt entdeckte sie auch ihre Sexualität neu und fand für sich heraus, dass eine offene Beziehung eher zu ihren Bedürfnissen nach Intimität und Lust passt. Auch deswegen wurde sie Domina; sie bietet ihre Dienste im titelgebenden Hinterhof an. 
Der Comic beschäftigt sich weniger mit Dasas Lebensgeschichte und dem Bruch mit ihrem alten Leben, sondern mehr mit dem Arbeitsalltag im Sexgewerbe, reflektiert ihre Gedanken, Träume und die Bedürfnisse ihrer vor allem männlichen Kunden. Sie kümmert sich aber auch um Frauen und Transpersonen. Sie bedient verschiedene Fetische, die zum Teil erst durch den Umgang mit ihr entdeckt werden, verzichtet aber auf Penetration. So fühlt sich beispielsweise ein Mann durch den Anblick von Dasas Zunge und den Geruch ihres Lippenstifts erregt. Otto, Mitte 80, lässt Dasa auf ihn urinieren. Nebenbei schildern kurze Anekdoten Dasas normalen Alltag; man sieht sie etwa, wie sie Salat zubereitet oder mit ihrem Hund spazieren geht.

## Entstehung und Stil
Die beiden Comic-Künstler begleiteten Dasa Hink in ihrem Alltag und führten mehrere Interviews mit ihr, dabei sprachen sie beispielsweise über ihre Familie, Kindheit und Kunst. Im Ergebnis ähnelt Hinterhof in seiner Machart einem Dokumentarfilm, der den Alltag von Hink realistisch und unaufgeregt wiedergibt. Die beiden Künstler treten selbst nicht in Erscheinung.
Rakhmanko gibt den Inhalt der Interviews als (innere) Monologe oder Kommentare von Hink wieder. Mal fallen die Texte zurückhaltend beschreibend aus, werden aber auch immer wieder äußerst intim. Es geht unter anderem um Gespräche mit neuen Kunden und welche Fertigkeiten hilfreich sind, um anfängliche Hürden und Hemmungen zu überwinden. Damit verbunden ist der Druck, dem sich viele Kunden und Kundinnen wegen ihrer nicht ausgelebten sexuellen Vorlieben, die meist stigmatisiert werden, ausgesetzt fühlten. Im Geiste bereiteten sich diese lange auf das Treffen mit Hink vor, nur um dann zu verkrampfen oder vollkommen zu erstarren.
Der Comic erinnert an ein Bilderbuch, da nur selten Sprechblasen verwendet werden oder Figuren sich direkt miteinander unterhalten. Die meiste Zeit stehen Dasas Gedanken als Monologe über den Illustrationen. Mal begleiten die Bilder die Texte, mal bringen sie zusätzliche Facetten in die Erzählung ein. Die Präsentation orientiert sich an der Reportagefotografie und fällt intim aus, ohne dabei obszön zu wirken. Sommer verwendet sowohl anonyme Fernansichten als auch extreme Nahaufnahmen. Die dargestellten sexuellen Handlungen bleiben dezent, Sommer verzichtet auf pornografische Details.

## Veröffentlichungen
Cobolt veröffentlichte die dänische Originalausgabe der Comicreportage am 27. Mai 2022 als Hinterhof: mit liv som dominatrix. Die deutsche Übersetzung von Katharina Erben erschien im Oktober des gleichen Jahres beim avant-verlag. 2023 kam das Buch auf Spanisch bei Garbuix Books und auf Italienisch bei Fandango Libri heraus. Für 2023 sind auch Veröffentlichungen in Französisch (Cambourakis) and Griechisch (Jemma Press) geplant.

## Kritiken
Die Comicreportage versuche sich an einer „aufmerksamen Bestandsaufnahme“ und zeige dabei eine von „sehr viel analytischem Verständnis geprägte Weitwinkelperspektive“, schreibt Marc Vetter für den Rolling Stone. Es falle sofort auf, dass sich die Künstler auch ein Stück weit vor ihrer Heldin verneigten. Es gehe nicht um eine „reißerische Geschichte der individuellen psychologischen Selbstbefreiung“. Mit faszinierender Leichtigkeit erzähle Hink von „dort, wo man am liebsten nicht hingucken mag und sich deshalb eher versteckt“. Rakhmanko und Sommer behandelten die Anekdoten mit viel Feingefühl und „skizzieren sie nicht als albern, überhöhen diese unerhörten Details aber auch nicht“. Der Comic bringe die notwendige Empathie mit, um „davon zu überzeugen, dass es sich lohnt, so manches Vorurteil noch einmal zu überdenken“.
Jule Hoffmann urteilt bei Deutschlandfunk Kultur, Hinterhof leiste einen gesellschaftspolitischen Beitrag, da der Comic das „breite Spektrum sexueller Spielarten“ thematisiere und die „Arbeit als Domina als etwas Selbstverständliches jenseits jeder Schmuddelecke“ zeige. Das Werk behandele das Thema so zurückhaltend, dass es „fast ein wenig harmlos“ wirke. Käuflicher Sex gehöre zu den „sehr kontrovers diskutierten Themen der feministischen Bewegung“, dass es auch selbstbestimmte „Sexarbeiterinnen und Sexarbeiter gibt, […] macht die Sache komplex – und komplizierter“. Darüber hinaus werde die Hauptfigur als „einfühlsame, entspannte und auch vielseitige Person“ gezeigt.
Hinterhof stelle eine „warmherzige Lektüre für mehr Offenheit und Toleranz in der Gesellschaft“ dar, hält Benedict Thill bei pressplay.at fest. Mit „Humor und Gedanken zum modernen Feminismus unterfüttert“ sei das einzigartige Leseerlebnis eine „runde Angelegenheit“.
Beim Norddeutschen Rundfunk beschreibt Mathias Heller das Werk als „Comic-Doku im allerbesten Sinne“. Hinterhof öffne „die Türen zu einem größeren Verständnis für die Frauen, die oft stigmatisiert werden“. Das Buch sei dabei „[o]ffen, klar und respektvoll“ und könnte bei der Leserschaft von Liv Strömquists Der Ursprung der Welt Anklang finden.